# Vladimir Esjtrekov
Vladimir Esjtrekov (Russisch: Владимир Хазраилович Эштреков, Naltsjik, 16 mei 1947) is een voormalig voetballer uit de Sovjet-Unie.

## Biografie
Esjtrekov begon zijn carrière bij Spartak Moskou en ging dan naar Spartak Naltsjik. Van 1968 tot 1973 speelde hij voor Dinamo Moskou, waarmee hij in 1970 de beker won. In 1972 speelde hij de finale van de Europacup II tegen Glasgow Rangers. Bij een 3-0-achterstand kon hij in de 60ste minuut, vier minuten nadat hij inviel, de 3-1 maken, maar hoewel het nog 3-2 werd, verloor Dinamo de titel. Na een korte periode bij Dinamo Minsk speelde hij nog drie seizoenen voor Lokomotiv Moskou en beëindigde hij zijn carrière bij de kleinere club Dinamo Vologda.
Hij speelde twee wedstrijden voor het nationale elftal en debuteerde op 17 februari 1971 in een vriendschappelijke wedstrijd tegen Mexico. Na zijn spelerscarrière werd hij trainer.